# Шикачик волошковий
Шика́чик волошковий (Coracina temminckii) — вид горобцеподібних птахів родини личинкоїдових (Campephagidae). Ендемік Індонезії. Вид названий на честь голландського зоолога Конрада Якоба Темінка.

## Опис
Довжина птаха становить 30 см. Самці мають переважно сизе забарвлення, крила у них мають яскравий кобальтовий відтінок. На обличчі темна "маска". Дзьоб великий, міцний.

## Підвиди
Виділяють три підвиди:
- C. t. temminckii (Müller, S, 1843) — північ Сулавесі;
- C. t. rileyi Meise, 1931 — центр і південний схід Сулавесі;
- C. t. tonkeana (Meyer, AB, 1903) — схід Сулавесі.

## Поширення і екологія
Волошкові шикачики є ендеміками Сулавесі. Вони живуть у вологих, гірських і рівнинних тропічних лісах. Зустрічаються невеликими зграйками, на висоті до 2000 м над рівнем моря. Живляться переважно комахами.